# 李德佋
李德佋（?—?），隋朝人物，赵郡柏人县（今河北省柏乡县南）人，李德饶之弟。
李德佋祖父李彻，北魏尚书右丞。父亲李纯，开皇年间为介州长史。李德佋生性重信义。大业末年，担任离石郡司法书佐，离石太守杨子崇非常礼敬他。李渊太原起兵，杨子崇遇害，弃尸在城下，李德佋前去哭丧尽哀，为其收葬。到达介休，见到李渊，请葬杨子崇。大将军李渊嘉赏他，于是赠杨子崇官位，令李德佋为使者，前去离石礼葬杨子崇。